# Paracho
Paracho è una municipalità dello stato di Michoacán, nel Messico centrale, il cui capoluogo è la località di Paracho de Verduzco.
La municipalità conta 34.721 abitanti (2010) e ha un'estensione di 244,15 km².
Il nome della località significa offerta.